# Ralph W. Moss
Ralph Walter Moss (New York, 1943. május 6. –) amerikai író, akinek írásai a rák kiegészítő és alternatív kezelését hirdetik.

## Élete
1974-ben a Stanford Egyetemen szerzett PhD-fokozatot ókortudomány szakon. Az 1970-es években tudományos íróként dolgozott a Memorial Sloan-Kettering Cancer Centerben. 1977-ben elbocsátották, mivel nyilvánosan megvádolta az intézményt, hogy elhallgatja a laetrilről, egy mára már hiteltelenné vált alternatív rákkezelésről szóló információkat. Ezt követően az Office of Alternative Medicine tanácsadó testületében dolgozott, és az alternatív gyógyászat különféle formáit lefedő Moss Reports c. jelentést írta.
Az 1980-ban megjelent The Cancer Industry című könyvét a Quackwatch negatívan értékelte, megjegyezve, hogy „a könyv veszélyes, mert arra késztetheti a kétségbeesett rákos betegeket, hogy hagyjanak fel a tudományosan megalapozott orvosi ellátással egy hatástalan »alternatíváért«”.
1988-ban jelent meg életrajzi könyve a Nobel-díjas Szent-Györgyi Albertről Free Radical: Szent-Györgyi Albert and The Battle Over Vitamin C címmel. A könyvhöz Studs Terkel írt előszót, és Ed Regis ismertette a New York Times számára. A könyv magyarul 2003-ban jelent meg Bakács Tibor fordításában.

## Fordítás
Ez a szócikk részben vagy egészben  a   Ralph W. Moss (writer) című angol Wikipédia-szócikk ezen változatának fordításán alapul.  Az eredeti cikk szerkesztőit annak laptörténete sorolja fel. Ez a jelzés csupán a megfogalmazás eredetét és a szerzői jogokat jelzi, nem szolgál a cikkben szereplő információk forrásmegjelöléseként.